# La Leopolda
La Leopolda di Egisto Mosell fu la marcia d'ordinanza delle guardie civiche del Granducato di Toscana. Il titolo richiama la dinastia lorenese.
La Banda musicale dell'Esercito Italiano ha registrato la marcia per l'album Inni e marce militari degli stati preunitari (Cometa Edizioni Musicali, CMT 37).